# N379P
N379P var US-registreringsbeteckningen tillhörande en Gulfstream V flygplan som fraktade två terrormisstänkta personer till Egypten 18 december 2001, vilket kom att kallas "Egyptenaffären".

## N379P / N44982
Affärsflygplanet med registreringsnummer N44982 (tidigare N8068V, N379P och ursprungligen N581GA) ryktas vara ett fångtransportplan för USA:s försvarsdepartement, det har kallats "Guantánamo Bay Express" för transporterna till Guantánamobasen. Planet sägs användas för transport för misstänkta muslimska terrorister till hemliga platser för "specialbehandling" (rendition), transport av, ibland kidnappade, fångar till platser där “avancerade” förhör, eventuellt innehållande tortyr, kan hållas.

## Bakgrund
Flygplanet med registreringsnummer N379P blev först uppmärksammat av TV4 i sin Kalla fakta-dokumentär, "Det brutna löftet", som sändes 17 maj 2004. Dokumentären hävdar att utvisningen av två män, på order av det svenska justitiedepartementet, till Egypten den 18 december 2001 utfördes av maskerade amerikanska agenter. Det svenska planet som chartrats av SÄPO avbokades när ett annat plan anlände. Planet med registernummer N379P, en Gulfstream V, från Premier Executive Transport Services, Inc. som arbetar uteslutande för det amerikanska försvarsdepartementet.
När Gulfstream-planets loggbok senare hamnade i händerna på en journalist blev det klart att planets flygresor varit omfattande. 

"Analyser av planets flygrutt de senaste två åren visar att det alltid lämnar Washington, D.C. Det har flugit till 49 destinationer utanför USA, inklusive fånglägret Guantanamo Bay i Kuba och andra amerikanska militära baser, och länder som Egypten, Jordanien, Irak, Marocko, Afghanistan, Libyen och Uzbekistan.

Vittnen hävdar att de misstänkta ofta fängslas, förses med munkavle och bedövas innan de förs ombord på planet som saknar specialutrustning för fångtransporter, utan istället är utrustat med konferensbord och dukar för filmvisningar.."[källa behövs]

Rapporter av så kallade plane spotters, om planets position bekräftar delvis loggbokens uppgifter.

## Detaljer
Identitet:
N379P hade ursprungligen beteckningen N581GA. Det blev N379P år 2000 när det förvärvades av Premier Executive Transport Services. Senare, i december 2003, blev det N8068V, och 1 december 2004 bytte dess registernummer till N44982 och ägarskapet bytte till Bayard Foreign Marketing i Portland i Oregon.
FAA-registrering 
- Registernummer:
  - N44982
  - Serienummer: 581
  - Registreringstyp: Corporation (Affärsplan)
  - Certifieringsdatum: 2 augusti 2000
  - Mode S Code: 52575653
- Flygplan
  - Flygplansklass: Fasta vingar med flera motorer
  - Tillverkare: Gulfstream Aerospace
  - Tillverkningsår: 1999
  - Modell: Gulfstream V
  - Motortyp: Enkelström
  - Motortillverkare: BMW ROLLS Klassificering: Standard
  - Motormodell: BR 700-serien Kategori: Transport
- Registrerad ägare:
  - Namn: Bayard Foreign Marketing LLC
  - Gatuadress: 921 SW Washington st
  - Stad: Portland Delstat: OREGON Postkod: 97205-2827
  - Distrikt: Multnomah
  - Land: USA

## I media
- 04 May 17 TV4 Kalla fakta "Det brutna löftet - om terror och tortyr"
- 04 dec 27 washingtonpost article
- 05 apr 25 TV4 Kalla fakta Säpoanteckningar: Anna Lindh godkände USA:s inblandning[död länk]